# Arthieul
Arthieul est une ancienne commune de Seine-et-Oise (puis du Val-d'Oise) et de la région Île-de-France. Elle a été rattachée à Magny-en-Vexin en 1967.
Entourée de champs et de bois, l'agglomération est composée de résidences récentes dans sa partie haute, et de maisons plus anciennes dans sa partie basse. On y trouve également des lavoirs. Au cours des années 2000, des logements sociaux ont été édifiés en direction de Magny. L'ancienne mairie sert aujourd'hui d'école primaire ainsi que de lieu de vote. Un parc de jeu dans les arbres a par ailleurs été aménagé à la sortie de la nationale 14.
Arthieul possédait son château détruit en 1824. Alexandre de Chaumont (1640-1710), seigneur d'Arthieul et chevalier de Chaumont mais surtout ambassadeur de Louis XIV auprès du Siam, en fut le propriétaire.

## Toponymie
Arthieulle.

## Histoire
Le plus ancien seigneur connu de ce fief est Yves d’Arthieul,  vers l’an mil . Les principales familles qui possèdent successivement cette seigneurie sont les de L’Isle-Adam jusqu'au milieu du XVIe siècle, les de Chaumont, jusque dans la première moitié du XVIIIe siècle, puis les du Cornet, qui vendent cette terre après 1764, à Mlle Bitaut de Vallée. Au XVIIIe siècle, Arthieul relevait directement de Banthelu et en arrière fief, de La Roche-Guyon.
En 1685, le « chevalier de Chaumont, seigneur d’Arthieul, officier de marine distingué, fut envoyé dans l’Indo-Chine par Louis XIV avec le titre d’ambassadeur près du roi de Siam, pour établir des rapports de commerce entre la France et ces contrées lointaines. À son retour, M. de Chaumont publia la relation de son voyage, dont j’ai un exemplaire provenant du château d’Arthieul, grand in-folio, avec plus de cent gravures dans le texte. L’une d’elles représente l’audience solennelle où l’ambassadeur français remit au sultan asiatique la lettre de son souverain dans une coupe d’or, en présence des ministres siamois, prosternés. Ces ministres firent don, à titre de souvenir, à M. de Chaumont, de deux jeunes siamois qu’il amena en France et fit baptiser dans l’église de Magny. »
En 1771, le Parlement de Paris est exilé à Pontoise. « M. Bitaut de Vaillé, l’un des conseillers exilés, qui était propriétaire [du château d’Arthieul], y offrit à ses collègues des fêtes brillantes dont la mémoire s’est conservée longtemps et qu’il avait fait peindre dans les quatre dessus de porte du salon. »

## Administration
| Période                                  | Période            | Identité                     | Étiquette | Qualité |
| ---------------------------------------- | ------------------ | ---------------------------- | --------- | ------- |
|                                          |                    | ............                 |           |         |
|                                          |                    | ............                 |           |         |
|                                          |                    | ............                 |           |         |
| 17 mai 1896                              |                    | Abélard Valentin Meslin      |           |         |
| 5 juin 1892                              | 17 mai 1896        | Julien Théodor. Deschamps    |           |         |
| 20 mai 1888                              | 5 juin 1892        | Paul Émilien Havard          |           |         |
| 3 septembre 1870                         | 20 mai 1888        | Louis Edmond Cochin          |           |         |
| 20 février 1862                          | 3 septembre 1870   | Louis Nicolas Lemarchand     |           |         |
| 8 juillet 1855                           | 20 février 1862    | Louis Jean-Baptiste Havard   |           |         |
| 11 décembre 1854                         | 8 juillet 1855     | Edmond Pagnure               |           |         |
| 28 septembre 1848                        | 11 décembre 1854   | Louis Jean-Baptiste Havard   |           |         |
| Novembre 1846                            | 28 septembre 1848  | Charles Droussent            |           |         |
| Juin 1832                                | Novembre 1846      | Ambroise Philippe Paul Gerbe |           |         |
| 10 février 1820                          | Juin 1832          | Louis Letort                 |           |         |
| Juillet 1808                             | 10 février 1820    | François Tisson              |           |         |
| 8 prairial an VIII                       | Juillet 1808       | Louis Barthélémy Bertault    |           |         |
| 11 frimaire an III                       | 8 prairial an VIII | Jean Louis Tillon            |           |         |
| Les données manquantes sont à compléter. |                    |                              |           |         |

## Patrimoine
- Sur un site situé près de l’école du village, furent édifiés successivement les bâtiments suivants :
  - Donjon féodal, aujourd’hui disparu.
  - Château, construit au XVIIe siècle et démoli en 1824[6].
  - Une ferme, depuis 1824 [7].
- École primaire : maison construite en 1889, d’abord utilisée comme mairie jusqu’au rattachement du village à la commune de Magny-en-Vexin en 1967.
- Lavoirs : deux lavoirs communaux, rue Eugène Blouin et rue du village.
- Chaussée Jules César : la chaussée traverse le village. La place située devant l’école porte son nom

Le village n’a pas d’église : il dépend de Magny-en-Vexin pour le culte catholique.